# Kirchheim am Ries
Kirchheim am Ries ist eine Gemeinde in Baden-Württemberg und gehört zum Ostalbkreis.

## Geographie

### Geographische Lage
Kirchheim am Ries liegt am Rande der östlichen Schwäbischen Alb, am Westrand des Nördlinger Rieses im Geopark Ries, am Fuße des Blasienbergs.

### Nachbargemeinden
Die Gemeinde grenzt im Norden an Unterschneidheim, im Osten an Wallerstein im bayrischen Landkreis Donau-Ries, im Südosten an Riesbürg und im Süden und Westen an die Stadt Bopfingen.

### Gemeindegliederung
Zur Gemeinde Kirchheim am Ries mit den ehemals selbstständigen Gemeinden Benzenzimmern und Dirgenheim gehören neun Dörfer, Weiler und Höfe. Zur ehemaligen Gemeinde Benzenzimmern gehört das Dorf Benzenzimmern. Zur ehemaligen Gemeinde Dirgenheim gehören das Dorf Dirgenheim und das Gehöft Kreuthof sowie die abgegangenen Ortschaften Stolzenberg und die „Burg des Ortsadels“, die wahrscheinlich innerhalb Dirgenheims lag. Zur Gemeinde Kirchheim am Ries im Gebietsstand vom 31. Dezember 1971 gehören das Dorf Kirchheim am Ries, die Weiler Jagstheim und Osterholz und die Höfe Heerhof, Kalkofen und Weihermühle sowie die abgegangenen Ortschaften Goldbach und Ziegelhütte.

### Flächenaufteilung
Nach Daten des Statistischen Landesamtes, Stand 2014.

## Geschichte

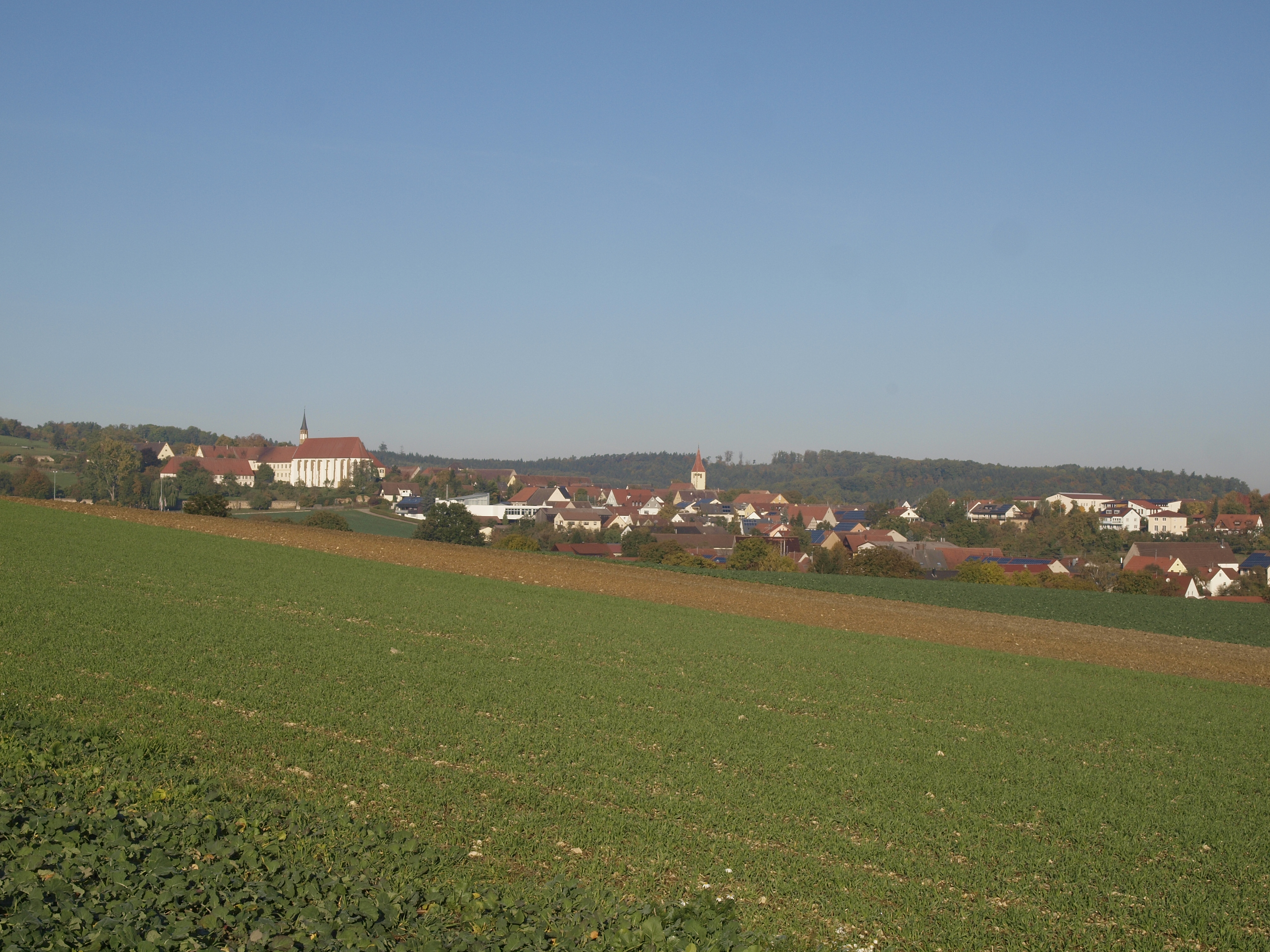
Das Kloster dominiert die Dorfansicht von Kirchheim

### Frühe Geschichte
Am Westrand des Ortes liegt ein alamannisches Gräberfeld. Es besteht nach den Grabungsergebnissen von 1962 bis 1964 aus einem großen Haupt- und einem kleineren Nebenfriedhof sowie aus einem deutlich abgesetzten Adelsbestattungsplatz. Es wurden 518 Gräber mit wenigstens 570 Bestatteten festgestellt. Während auf dem Hauptgräberfeld die Toten in der Regel in einfachen Erdgräbern beigesetzt wurden, fanden sich im Adelsfriedhof auch große Holzkammern. Der Friedhof wurde seit der Mitte des 6. bis ins 8. Jahrhundert belegt. Gegen Ende des 7. Jahrhunderts entstand der Separatfriedhof, wobei die Mehrzahl dieser ursprünglich prunkvollen Gräber bereits früh beraubt worden sind. Von besonderer Bedeutung ist das Grab der Dame von Kirchheim (Grab 326), welches durch seine besonders prunkvolle Ausstattung heraussticht.

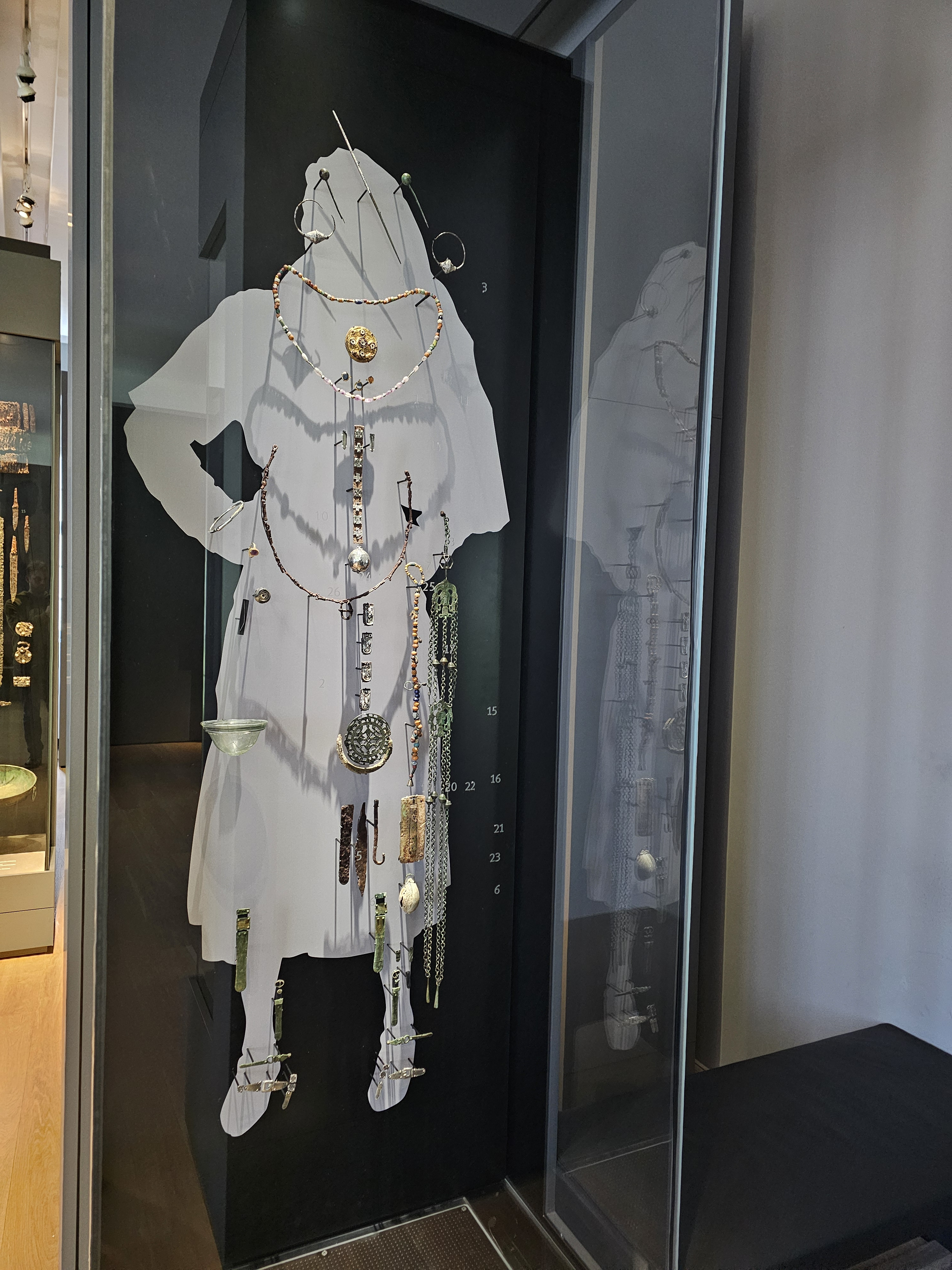
Dame von Kirchheim im Landesmuseum Württemberg in Stuttgart

Das Skelett war gut erhalten. Die Dame hatte 131 Perlen bei sich, welche im Brust- und Rippenbereich gefunden wurden. Das Material der Perlen ist sehr vielfältig (Amethyst, Glas, Gold, Silber). Zwischen den Perlen fand sich ein Lagerstein (weiß/blau) welcher in Goldblech gefasst wurde. Auch fand sich römische Gemmen. Auf der einen ist ein Satyr dargestellt auf der anderen ist eine Figur zu sehen, welche Flügel hat und einen Helm auf dem Kopf hat. In den Händen hält die Figur ein Steuerruder und Ähren. Darüber hinaus fanden sich folgende Beigaben: eine Goldscheibenfiebel, bronzene Drahtorhrringe, ein Armring aus Silber, ein goldener Fingerring in welchen ein Amethist eingearbeitet ist, 3 Bronzenadeln, ein Gürtel, ein Silbergehänge, eine Kugelkapsel aus Silber, eine Wadenbindengarnitur aus Bronze, eine Silberne Schuhgarnitur, ein Bronzebeschlag, eine Eisenschnalle, 2 Fragmente Eisenglieder, ein Messer aus Eisen, ein Kamm aus Bein mit Futteral, 3 Riemenzungen, eine große Riemenzunge, Riemenzungen aus Silber, ein Messingbeschlag, eine Zierscheibe, ein Steckriegel aus Eisen, eine fragmentierte Schere, ein Spinnwirtel aus Ton, Fragmente von Bronzedraht, stark korrodierte Eisenfragmente, ein bandförmiges Eisenstück, ein Eisenring, eine Nähnadel aus Bronze und ein Tummler aus grünem Glas. Die Dame von Kirchheim kann in der Dauerausstellung des Landesmuseum Württemberg besichtigt werden.
Auf dem Gelände des Gräberfeldes befindet sich heute die Alemannenschule. Am Schulgebäude und bei der Straße sind Informationstafeln zum Gräberfeld angebracht. Von 16. Juli 2004 bis 9. Januar 2005 zeigte das Alamannenmuseum Ellwangen die Sonderausstellung: "Die Dame von Kirchheim/Ries‘ – Gewand und Schmuck der alamannischen Frau".

### Mittelalter
Graf Ludwig von Öttingen gründete am Ort 1267 das Kloster Mariä Himmelfahrt.

### Neuzeit
1552 setzte der protestantische Graf Ludwig von Öttingen-Öttingen im Passauer Vertrag durch, dass das Dorf Kirchheim evangelisch wurde, wogegen das Kloster katholisch bleiben durfte. 1731 übernahm der katholische Graf Josef Anton Karl von Öttingen-Wallerstein die Vogtei, so dass das Kloster die Dorfbewohner in der folgenden Zeit zum größten Teil wieder zum Katholizismus bekehren konnte.
1802 fielen Kloster und Dorf im Zuge der Säkularisation unter die Herrschaft des noch minderjährigen Fürsten Ludwig von Öttingen-Wallerstein. 1805 wurde das Kloster aufgelöst. 1806 kam Kirchheim an das Königreich Bayern und auf Grund des Grenzvertrags von 1810 an das Königreich Württemberg. Kirchheim wurde dem württembergischen Oberamt Neresheim unterstellt. Bei der Kreisreform während der NS-Zeit in Württemberg gelangte Kirchheim 1938 zum Landkreis Aalen. 1945 geriet der Ort in die Amerikanische Besatzungszone und gehörte somit zum neu gegründeten Land Württemberg-Baden, das 1952 im jetzigen Bundesland Baden-Württemberg aufging. 1973 erfolgte die Kreisreform in Baden-Württemberg, bei der Kirchheim zum Ostalbkreis kam.

### Eingemeindungen
Am 1. Januar 1972 wurde die bis dahin selbständige Gemeinde Benzenzimmern eingemeindet.
 Am 1. Januar 1973 kam die bis dahin selbständige Gemeinde Dirgenheim hinzu.

## Religion
Die katholische Kirchengemeinde St. Maria in Kirchheim gehört zur Seelsorgeeinheit Ries des Dekanats Ostalb der Diözese Rottenburg-Stuttgart. Als Pfarrkirche am Ort dient den Katholiken die ehemalige Klosterkirche Mariä Himmelfahrt. Die evangelische Kirchengemeinde am Ries ist dem Kirchenbezirk Aalen der Evangelischen Landeskirche in Württemberg zugeordnet.

## Politik

### Bürgermeister
Im Dezember 2021 wurde der parteilose Danyel Atalay zum Bürgermeister gewählt und löste damit den langjährigen Bürgermeister Willi Feige (CDU) ab.

### Gemeinderat
Nach der Wahl 2014 hat der Gemeinderat 14 Mitglieder.

### Verwaltungsgemeinschaft
Die Gemeinde ist Mitglied der Vereinbarten Verwaltungsgemeinschaft der Stadt Bopfingen.

### Wappen
| Wappen der Gemeinde Kirchheim am Ries | Blasonierung: „In Rot über einem erniedrigten silbernen (weißen) Leistenschragen eine silberne (weiße) Kirche.“ |
| Wappen der Gemeinde Kirchheim am Ries | Wappenbegründung: Die Kirche macht das Wappen in Bezug auf die erste Silbe des Ortsnamens "redend". Der Leistenschragen und die Wappenfarben sind dem Wappen der Grafen und jetzigen Fürsten von Oettingen entnommen, die Gründer und Schirmvögte des Klosters Kirchheim waren. Das Wappen wurde am 2. Juli 1965 vom Innenministerium Baden-Württemberg genehmigt. |

### Banner
|  | 00Banner: „Das Banner ist weiß-rot gespalten mit dem aufgelegten Wappen oberhalb der Mitte.“ |

### Partnerschaften
Kirchheim am Ries unterhält partnerschaftliche Beziehungen zur Gemeinde Solarolo in der Emilia-Romagna in Italien.

## Kultur und Sehenswürdigkeiten

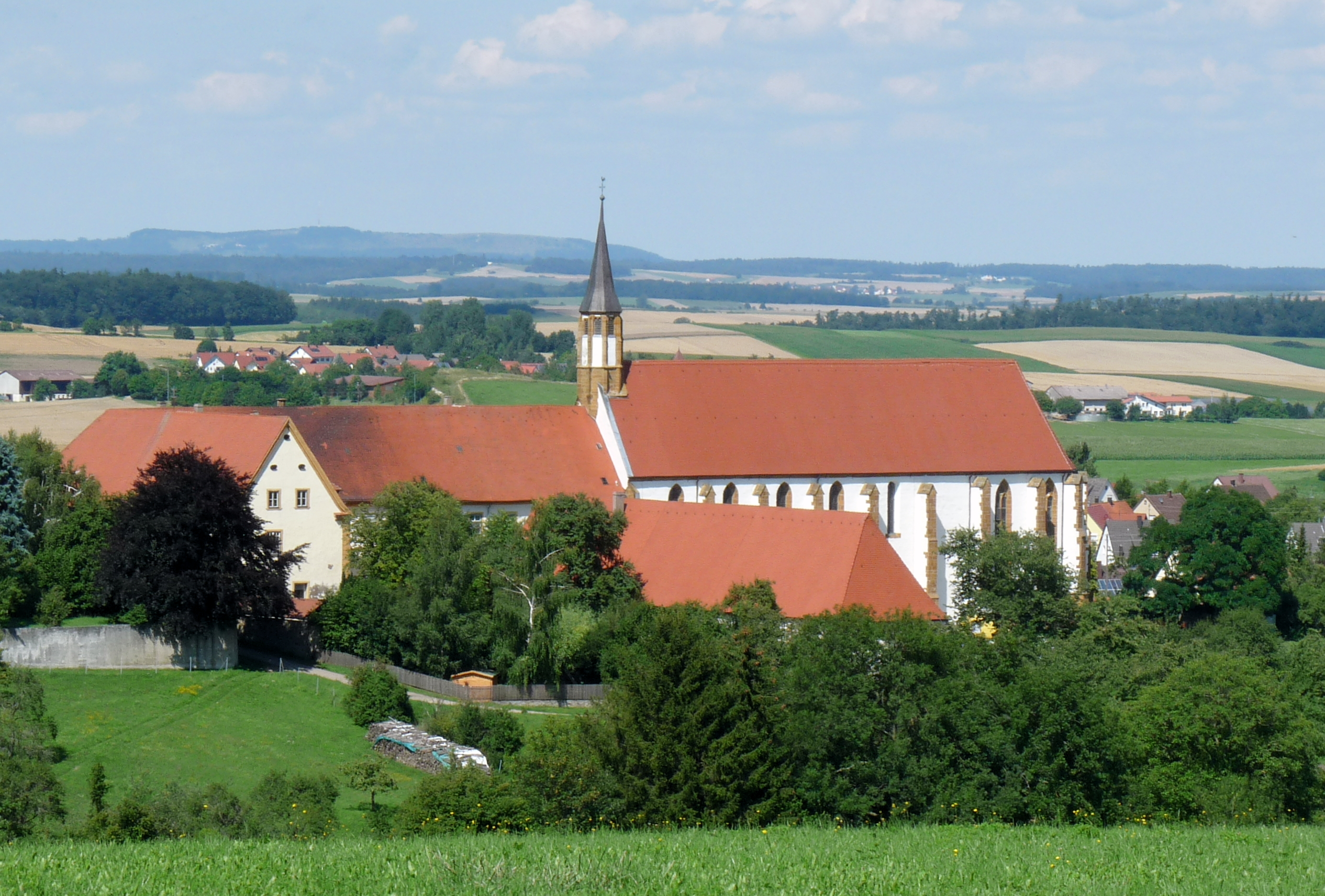
Das ehemalige Kloster

### Theater
- Alle drei Jahre finden im Ortsteil Dirgenheim Passionsspiele in der St. Georgskirche statt.

### Bauwerke
- Kapelle St. Martin
  - Ein auf dem Kopf stehender römischer Opferstein dient als Altar.
- Zisterzienserinnenkloster Mariä Himmelfahrt in Kirchheim am Ries
- Wallfahrtskapelle Jagstheim

## Wirtschaft und Infrastruktur

### Verkehr
Durch die beiden Orte Dirgenheim und Benzenzimmern verläuft die Landesstraße L 1060, welche von der bayerischen Landesgrenze bis nach Ellwangen führt.

## Persönlichkeiten

### Söhne und Töchter der Gemeinde
- Georg Adam Michel (* 23. September 1708 in Benzenzimmern; † 21. März 1780 in Oettingen), Generalsuperintendent in Oettingen
- Matthias Jakob Adam Steiner (* 1740 in Kirchheim am Ries; † 13. Dezember 1796 in Augsburg), lutherischer Theologe
- Viktor von Sandberger (* 10. April 1835 in Benzenzimmern; † 12. Mai 1912 in Stuttgart), Theologe, Präsident des Konsistoriums der Evangelischen Landeskirche in Württemberg
- Anton Stark (* 23. August 1929 in Dirgenheim; † 10. Februar 2018), Jurist und Politiker (CDU), Mitglied des Bundestages
- Dietrich Bundschuh (* 26. Januar 1930 in Dirgenheim; † 22. Juli 2022 in Karlsruhe), Jurist, Richter am Bundesgerichtshof
- Heinrich Hiesinger (* 25. Mai 1960 in Bopfingen), Industriemanager und Vorstandsvorsitzender der thyssenkrupp AG